# مرج ابن عامر

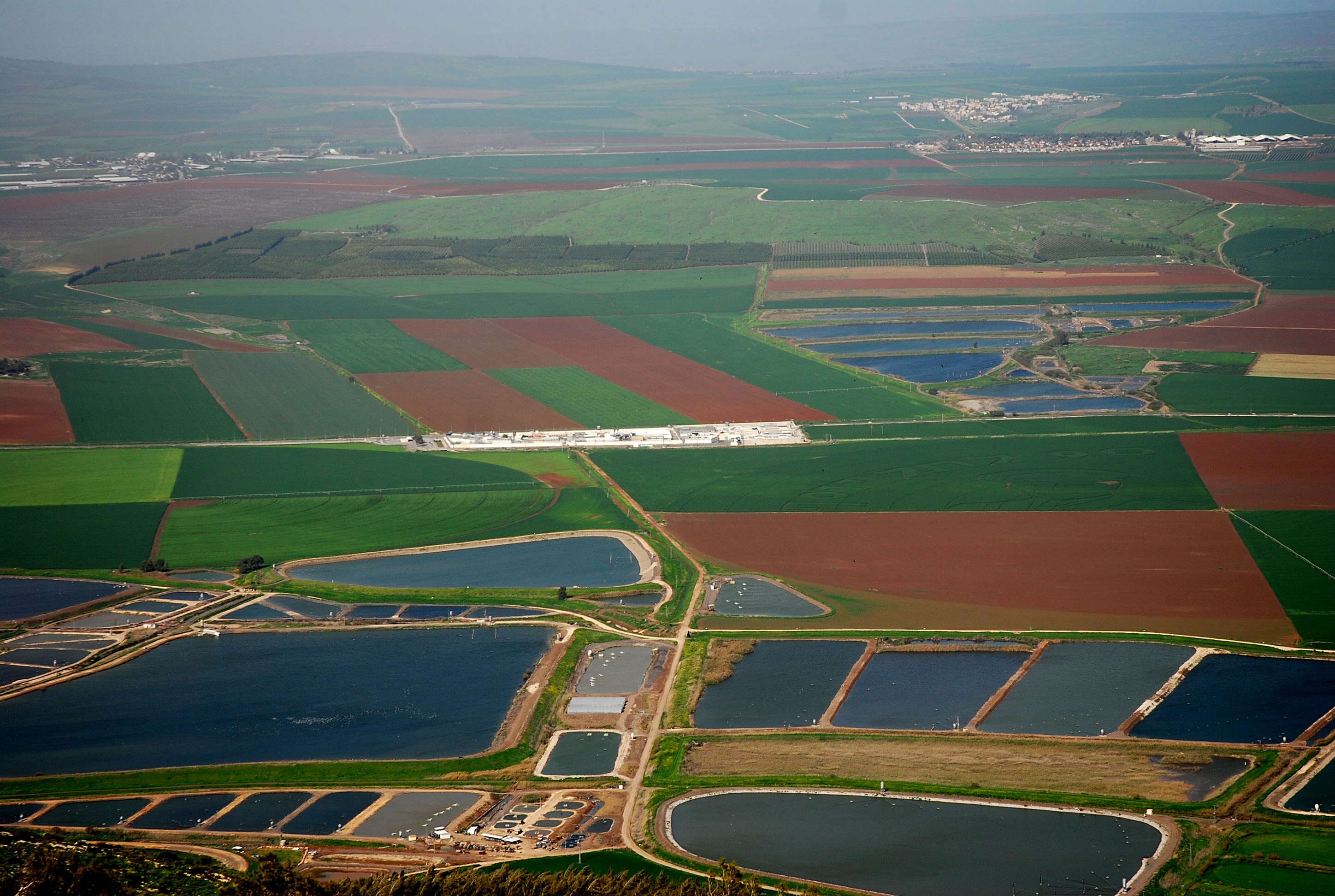
کشاورزی دشت جزرئیل یا جلگه جزرائیل

جزرئیل (عبری: עמק יזרעאל)، نام دشتی‌ست بزرگ در استان شمال اسرائیل که از شمال به منطقه جلیل، از غرب به کوه کرمل، از جنوب به ساماریا اسرائیل و از شرق به کوه جلبوع همرز است.